# Tour d'Abou Dabi 2018
La 4e édition du Tour d'Abou Dabi (officiellement nommé Abu Dhabi Tour), une course cycliste par étapes, a lieu du 21 au 25 février 2018 aux Émirats arabes unis. Elle se déroule sur cinq jours entre Madinat Zayed (en) et Jebel Hafeet (en) sur un parcours de 686,8 km. C'est la troisième épreuve de l'UCI World Tour 2018, le calendrier le plus important du cyclisme sur route.
Elle est remportée par le coureur espagnol Alejandro Valverde, de l'équipe Movistar. Vainqueur de la cinquième étape, il devance au classement général Wilco Kelderman (Sunweb) et Miguel Ángel López (Astana).

## Présentation
Le Tour d'Abou Dabi est organisé depuis sa création par l'Abu Dhabi Sports Council, en partenariat avec RCS Sport (en), entreprise italienne propriétaire notamment du Tour d'Italie. RCS Sport coorganise également le Dubaï Tour, qui a lieu deux semaines plus tôt,.

### Parcours
Le Tour d'Abou Dabi est allongé d'une étape : il en compte désormais cinq, contre quatre pour les éditions précédentes. Les trois premières étapes sont favorables aux sprinteurs. La première, dont le départ et l'arrivée sont à Madinat Zayed (en), fait un aller-retour à travers le désert entre cette ville et l'oasis de Liwa. La deuxième étape part et arrive sur l'île de Yas et longe la côté entre celle-ci et le port Khalifa (en). Le parcours de la troisième étape est essentiellement dans la ville d'Abou Dabi. Le lendemain, le parcours de 12,6 km de la quatrième étape est également urbain. Le départ et l'arrivée sont à Al Maryah Island et les coureurs passent par Al Reem Island et Shams Abu Dhabi (en). La dernière étape, qui part du fort Al-Muwaiji se termine par la seule côte de la course, l'ascension du Jebel Hafeet (en), longue de 10,8 km pour une pente moyenne de 6,6%.

### Équipes
Vingt équipes participent à la course - dix-sept WorldTeams et trois équipes continentales. Le Tour d'Abou Dabi fait partie des dix épreuves ajoutées au calendrier du World Tour en 2017, et que les équipes World Tour ne sont pas obligées de disputer. Parmi les équipes World Tour, seule la FDJ est absente.
| WorldTeams (17)- AG2R La Mondiale - Astana - Bahrain-Merida - BMC Racing Team - Bora-Hansgrohe - Dimension Data - EF Education First-Drapac p/b Cannondale - Katusha-Alpecin - Lotto NL-Jumbo - Lotto Soudal - Mitchelton-Scott - Movistar Team - Quick-Step Floors - Sky - Team Sunweb - Trek-Segafredo - UAE Team Emirates Équipes continentales professionnelles (3)- Bardiani CSF - Gazprom-RusVelo - Team Novo Nordisk |
| |

### Favoris
Alejandro Valverde (Movistar), récent vainqueur du Tour de la Communauté valencienne, Tom Dumoulin (Sunweb) et Fabio Aru (UEA Team Emirates) sont considérés comme les trois favoris de la course. Dumoulin peut tirer profit de l'ajout d'une étape contre-la-montre, tandis qu'Aru pourra avoir à cœur de briller sur le sol de son nouvel employeur. Parmi les autres favoris figurent le tenant du titre Rui Costa, coéquipier d'Aru, Ilnur Zakarin (Katusha-Alpecin), deuxième en 2017, Miguel Ángel López (Astana), lauréat du Tour d'Oman la semaine précédente. 
Les principaux sprinters présents et susceptibles de s'imposer durant les trois premiers jours sont Elia Viviani (Quick-Step Floors), récent vainqueur du Dubaï Tour, Mark Cavendish (Dimension Data), Caleb Ewan (Mitchelton-Scott), André Greipel (Lotto-Soudal), Marcel Kittel (Katusha-Alpecin), Alexander Kristoff (UAE Team Emirates), Daniel McLay (Education First-Drapac) et Andrea Guardini (Bardiani-CSF).

## Étapes
Ce Tour d'Abou Dabi comporte cinq étapes pour un total de 686,8 kilomètres à parcourir.
| Étape     | Date    | Villes étapes                       | type                        | Distance (km) | Vainqueur d'étape  | Leader du classement général |
| --------- | ------- | ----------------------------------- | --------------------------- | ------------- | ------------------ | ---------------------------- |
| 1re étape | 21 fév. | Madinat Zayed – Adnoc School        | étape de plaine             | 189           | Alexander Kristoff | Alexander Kristoff           |
| 2e étape  | 22 fév. | Abou Dabi – Abou Dabi               | étape de plaine             | 154           | Elia Viviani       | Elia Viviani                 |
| 3e étape  | 23 fév. | Nation Towers – Abou Dabi           | étape de plaine             | 133           | Phil Bauhaus       | Elia Viviani                 |
| 4e étape  | 24 fév. | Al Maryah Island – Al Maryah Island | contre-la-montre individuel | 12,6          | Rohan Dennis       | Rohan Dennis                 |
| 5e étape  | 25 fév. | Qasr Al Muwaiji – Jebel Hafeet      | étape de moyenne montagne   | 199           | Alejandro Valverde | Alejandro Valverde           |

## Déroulement de la course
Les trois premières étapes se concluent par un sprint massif. Alexander Kristoff (UAE Team Emirates) s'impose le premier jour et prend la première place du classement général. Il cède cette dernière le lendemain à Elia Viviani (Quick-Step Floors), vainqueur de la deuxième étape. Viviani conserve le maillot rouge à l'issue de la troisième étape, remportée par Phil Bauhaus (Sunweb).
Le contre-la-montre du quatrième jour de course permet à son lauréat, Rohan Dennis (BMC) de prendre la tête du classement général. Jonathan Castroviejo (Sky), deuxième de l'étape à 14 secondes et Miles Scotson (BMC), troisième à 16 secondes, occupent les mêmes places au classement général. Tom Dumoulin (Sunweb), l'un des favoris de l'étape, est retardé par un problème mécanique qui le force à changer de vélo. Il termine douzième à 31 secondes.
Les favoris se disputent la victoire dans l'ascension du Jebel Hafeet (en). Davide Formolo (Bora-Hansgrohe) sort de ce qu'il reste du peloton à sept kilomètres de l'arrivée. Il est rapidement rejoint par Alejandro Valverde puis par Julian Alaphilippe (Quick-Step Floors), Miguel Angel Lopez (Astana), Wilco Kelderman, Rafal Majka et Niklas Eg. À 4 kilomètres de l'arrivée, Miguel Angel Lopez attaque à son tour. Il est rejoint par Valverde. Ce duo distance le reste du groupe et se dispute la victoire d'étape. Celle-ci revient à Valverde. Alaphilippe, Majka et Keldermann passent la ligne d'arrivée 15 secondes plus tard, tandis que Rohan Dennis perd une minute et 43 secondes dans cette ascension. Valverde s'impose ainsi au classement général, devant Keldemann et Lopez.

### 1reétape
| Classement | Classement         | Classement  | Classement                | Classement         |
|            | Coureur            | Pays        | Équipe                    | Temps              |
| ---------- | ------------------ | ----------- | ------------------------- | ------------------ |
| 1er        | Alexander Kristoff | Norvège     | UAE Emirates              | en 4 h 48 min 24 s |
| 2e         | Andrea Guardini    | Italie      | Bardiani CSF              | + 0 s              |
| 3e         | Caleb Ewan         | Australie   | Mitchelton-Scott          | + 0 s              |
| 4e         | Elia Viviani       | Italie      | Quick-Step Floors         | + 0 s              |
| 5e         | Daniel McLay       | Royaume-Uni | EF Education First-Drapac | + 0 s              |
| 6e         | Niccolò Bonifazio  | Italie      | Bahrain-Merida            | + 0 s              |
| 7e         | Michael Bresciani  | Italie      | Bardiani CSF              | + 0 s              |
| 8e         | Danny van Poppel   | Pays-Bas    | Lotto NL-Jumbo            | + 0 s              |
| 9e         | Rudy Barbier       | France      | AG2R La Mondiale          | + 0 s              |
| 10e        | André Greipel      | Allemagne   | Lotto-Soudal              | + 0 s              |
| modifier   |                    |             |                           |                    |

| \| Classement général \| Classement général \| Classement général \| Classement général \| Classement général \| \| Coureur \| Coureur \| Pays \| Équipe \| Temps \| \| ------------------ \| ------------------ \| ------------------ \| ------------------------- \| ------------------ \| \| 1er \| Alexander Kristoff \| Norvège \| UAE Team Emirates \| 4 h 48 min 14 s \| \| 2e \| Andrea Guardini \| Italie \| Bardiani CSF \| + 4 s \| \| 3e \| Caleb Ewan \| Australie \| Mitchelton-Scott \| + 6 s \| \| 4e \| Nikolay Trusov \| Russie \| Gazprom-RusVelo \| + 6 s \| \| 5e \| Vincenzo Albanese \| Italie \| Bardiani CSF \| + 6 s \| \| 6e \| Toms Skujiņš \| Lettonie \| Trek-Segafredo \| + 7 s \| \| 7e \| Damiano Caruso \| Italie \| BMC Racing Team \| + 9 s \| \| 8e \| Elia Viviani \| Italie \| Quick-Step Floors \| + 10 s \| \| 9e \| Daniel McLay \| Royaume-Uni \| EF Education First-Drapac \| + 10 s \| \| 10e \| Niccolò Bonifazio \| Italie \| Bahrain-Merida \| + 10 s \| |                    |             |                           |                 |
| |                    |             |                           |                 |
| |                    |             |                           |                 |
| Classement général |                    |             |                           |                 |
| Coureur | Coureur            | Pays        | Équipe                    | Temps           |
| 1er | Alexander Kristoff | Norvège     | UAE Team Emirates         | 4 h 48 min 14 s |
| 2e | Andrea Guardini    | Italie      | Bardiani CSF              | + 4 s           |
| 3e | Caleb Ewan         | Australie   | Mitchelton-Scott          | + 6 s           |
| 4e | Nikolay Trusov     | Russie      | Gazprom-RusVelo           | + 6 s           |
| 5e | Vincenzo Albanese  | Italie      | Bardiani CSF              | + 6 s           |
| 6e | Toms Skujiņš       | Lettonie    | Trek-Segafredo            | + 7 s           |
| 7e | Damiano Caruso     | Italie      | BMC Racing Team           | + 9 s           |
| 8e | Elia Viviani       | Italie      | Quick-Step Floors         | + 10 s          |
| 9e | Daniel McLay       | Royaume-Uni | EF Education First-Drapac | + 10 s          |
| 10e | Niccolò Bonifazio  | Italie      | Bahrain-Merida            | + 10 s          |

### 2eétape
| Classement | Classement           | Classement | Classement        | Classement         |
|            | Coureur              | Pays       | Équipe            | Temps              |
| ---------- | -------------------- | ---------- | ----------------- | ------------------ |
| 1er        | Elia Viviani         | Italie     | Quick-Step Floors | en 3 h 15 min 30 s |
| 2e         | Danny van Poppel     | Pays-Bas   | Lotto NL-Jumbo    | + 0 s              |
| 3e         | Pascal Ackermann     | Allemagne  | Bora-Hansgrohe    | + 0 s              |
| 4e         | Kristoffer Halvorsen | Norvège    | Sky               | + 0 s              |
| 5e         | Caleb Ewan           | Australie  | Mitchelton-Scott  | + 0 s              |
| 6e         | Phil Bauhaus         | Allemagne  | Sunweb            | + 0 s              |
| 7e         | Alexander Kristoff   | Norvège    | UAE Emirates      | + 0 s              |
| 8e         | Niccolò Bonifazio    | Italie     | Bahrain-Merida    | + 0 s              |
| 9e         | Rudy Barbier         | France     | AG2R La Mondiale  | + 0 s              |
| 10e        | Mark Renshaw         | Australie  | Dimension Data    | + 0 s              |
| modifier   |                      |            |                   |                    |

| \| Classement général \| Classement général \| Classement général \| Classement général \| Classement général \| \| Coureur \| Coureur \| Pays \| Équipe \| Temps \| \| ------------------ \| ------------------ \| ------------------ \| ------------------ \| ------------------ \| \| 1er \| Elia Viviani \| Italie \| Quick-Step Floors \| 8 h 03 min 44 s \| \| 2e \| Alexander Kristoff \| Norvège \| UAE Team Emirates \| + 0 s \| \| 3e \| Danny van Poppel \| Pays-Bas \| LottoNL-Jumbo \| + 4 s \| \| 4e \| Caleb Ewan \| Australie \| Mitchelton-Scott \| + 6 s \| \| 5e \| Pascal Ackermann \| Allemagne \| Bora-Hansgrohe \| + 6 s \| \| 6e \| Alejandro Valverde \| Espagne \| Movistar Team \| + 7 s \| \| 7e \| Toms Skujiņš \| Lettonie \| Trek-Segafredo \| + 7 s \| \| 8e \| Alessandro Tonelli \| Italie \| Bardiani CSF \| + 7 s \| \| 9e \| Mark Renshaw \| Australie \| Dimension Data \| + 8 s \| \| 10e \| José Joaquín Rojas \| Espagne \| Movistar Team \| + 9 s \| |                    |           |                   |                 |
| |                    |           |                   |                 |
| |                    |           |                   |                 |
| Classement général |                    |           |                   |                 |
| Coureur | Coureur            | Pays      | Équipe            | Temps           |
| 1er | Elia Viviani       | Italie    | Quick-Step Floors | 8 h 03 min 44 s |
| 2e | Alexander Kristoff | Norvège   | UAE Team Emirates | + 0 s           |
| 3e | Danny van Poppel   | Pays-Bas  | LottoNL-Jumbo     | + 4 s           |
| 4e | Caleb Ewan         | Australie | Mitchelton-Scott  | + 6 s           |
| 5e | Pascal Ackermann   | Allemagne | Bora-Hansgrohe    | + 6 s           |
| 6e | Alejandro Valverde | Espagne   | Movistar Team     | + 7 s           |
| 7e | Toms Skujiņš       | Lettonie  | Trek-Segafredo    | + 7 s           |
| 8e | Alessandro Tonelli | Italie    | Bardiani CSF      | + 7 s           |
| 9e | Mark Renshaw       | Australie | Dimension Data    | + 8 s           |
| 10e | José Joaquín Rojas | Espagne   | Movistar Team     | + 9 s           |

### 3eétape
| Classement | Classement         | Classement | Classement        | Classement        |
|            | Coureur            | Pays       | Équipe            | Temps             |
| ---------- | ------------------ | ---------- | ----------------- | ----------------- |
| 1er        | Phil Bauhaus       | Allemagne  | Sunweb            | en 3 h 2 min 55 s |
| 2e         | Marcel Kittel      | Allemagne  | Katusha-Alpecin   | + 0 s             |
| 3e         | Pascal Ackermann   | Allemagne  | Bora-Hansgrohe    | + 0 s             |
| 4e         | Elia Viviani       | Italie     | Quick-Step Floors | + 0 s             |
| 5e         | Caleb Ewan         | Australie  | Mitchelton-Scott  | + 0 s             |
| 6e         | André Greipel      | Allemagne  | Lotto-Soudal      | + 0 s             |
| 7e         | Rudy Barbier       | France     | AG2R La Mondiale  | + 0 s             |
| 8e         | Alexander Kristoff | Norvège    | UAE Emirates      | + 0 s             |
| 9e         | Danny van Poppel   | Pays-Bas   | Lotto NL-Jumbo    | + 0 s             |
| 10e        | Andrea Guardini    | Italie     | Bardiani CSF      | + 0 s             |
| modifier   |                    |            |                   |                   |

| \| Classement général \| Classement général \| Classement général \| Classement général \| Classement général \| \| Coureur \| Coureur \| Pays \| Équipe \| Temps \| \| ------------------ \| ------------------ \| ------------------ \| ------------------ \| ------------------ \| \| 1er \| Elia Viviani \| Italie \| Quick-Step Floors \| 11 h 06 min 36 s \| \| 2e \| Alexander Kristoff \| Norvège \| UAE Team Emirates \| + 3 s \| \| 3e \| Phil Bauhaus \| Allemagne \| Team Sunweb \| + 3 s \| \| 4e \| Pascal Ackermann \| Allemagne \| Bora-Hansgrohe \| + 5 s \| \| 5e \| Danny van Poppel \| Pays-Bas \| LottoNL-Jumbo \| + 7 s \| \| 6e \| Marcel Kittel \| Allemagne \| Katusha-Alpecin \| + 7 s \| \| 7e \| Caleb Ewan \| Australie \| Mitchelton-Scott \| + 9 s \| \| 8e \| Alejandro Valverde \| Espagne \| Movistar Team \| + 10 s \| \| 9e \| Toms Skujiņš \| Lettonie \| Trek-Segafredo \| + 10 s \| \| 10e \| Alessandro Tonelli \| Italie \| Bardiani CSF \| + 10 s \| |                    |           |                   |                  |
| |                    |           |                   |                  |
| |                    |           |                   |                  |
| Classement général |                    |           |                   |                  |
| Coureur | Coureur            | Pays      | Équipe            | Temps            |
| 1er | Elia Viviani       | Italie    | Quick-Step Floors | 11 h 06 min 36 s |
| 2e | Alexander Kristoff | Norvège   | UAE Team Emirates | + 3 s            |
| 3e | Phil Bauhaus       | Allemagne | Team Sunweb       | + 3 s            |
| 4e | Pascal Ackermann   | Allemagne | Bora-Hansgrohe    | + 5 s            |
| 5e | Danny van Poppel   | Pays-Bas  | LottoNL-Jumbo     | + 7 s            |
| 6e | Marcel Kittel      | Allemagne | Katusha-Alpecin   | + 7 s            |
| 7e | Caleb Ewan         | Australie | Mitchelton-Scott  | + 9 s            |
| 8e | Alejandro Valverde | Espagne   | Movistar Team     | + 10 s           |
| 9e | Toms Skujiņš       | Lettonie  | Trek-Segafredo    | + 10 s           |
| 10e | Alessandro Tonelli | Italie    | Bardiani CSF      | + 10 s           |

### 4eétape
| \| Classement de l'étape \| Classement de l'étape \| Classement de l'étape \| Classement de l'étape \| Classement de l'étape \| \| Coureur \| Coureur \| Pays \| Équipe \| Temps \| \| --------------------- \| --------------------- \| --------------------- \| --------------------- \| --------------------- \| \| 1er \| Rohan Dennis \| Australie \| BMC Racing Team \| 14 min 21 s \| \| 2e \| Jonathan Castroviejo \| Espagne \| Team Sky \| + 14 s \| \| 3e \| Miles Scotson \| Australie \| BMC Racing Team \| + 16 s \| \| 4e \| Jos van Emden \| Pays-Bas \| LottoNL-Jumbo \| + 16 s \| \| 5e \| Wilco Kelderman \| Pays-Bas \| Team Sunweb \| + 16 s \| \| 6e \| Brent Bookwalter \| États-Unis \| BMC Racing Team \| + 17 s \| \| 7e \| Nikias Arndt \| Allemagne \| Team Sunweb \| + 22 s \| \| 8e \| Patrick Bevin \| Nouvelle-Zélande \| BMC Racing Team \| + 23 s \| \| 9e \| Alejandro Valverde \| Espagne \| Movistar Team \| + 27 s \| \| 10e \| Alex Dowsett \| Royaume-Uni \| Katusha-Alpecin \| + 29 s \| |                      |                  |                 |             |
| |                      |                  |                 |             |
| |                      |                  |                 |             |
| Classement de l'étape |                      |                  |                 |             |
| Coureur | Coureur              | Pays             | Équipe          | Temps       |
| 1er | Rohan Dennis         | Australie        | BMC Racing Team | 14 min 21 s |
| 2e | Jonathan Castroviejo | Espagne          | Team Sky        | + 14 s      |
| 3e | Miles Scotson        | Australie        | BMC Racing Team | + 16 s      |
| 4e | Jos van Emden        | Pays-Bas         | LottoNL-Jumbo   | + 16 s      |
| 5e | Wilco Kelderman      | Pays-Bas         | Team Sunweb     | + 16 s      |
| 6e | Brent Bookwalter     | États-Unis       | BMC Racing Team | + 17 s      |
| 7e | Nikias Arndt         | Allemagne        | Team Sunweb     | + 22 s      |
| 8e | Patrick Bevin        | Nouvelle-Zélande | BMC Racing Team | + 23 s      |
| 9e | Alejandro Valverde   | Espagne          | Movistar Team   | + 27 s      |
| 10e | Alex Dowsett         | Royaume-Uni      | Katusha-Alpecin | + 29 s      |

| \| Classement général \| Classement général \| Classement général \| Classement général \| Classement général \| \| Coureur \| Coureur \| Pays \| Équipe \| Temps \| \| ------------------ \| -------------------- \| ------------------ \| ------------------ \| ------------------ \| \| 1er \| Rohan Dennis \| Australie \| BMC Racing Team \| 11 h 21 min 10 s \| \| 2e \| Jonathan Castroviejo \| Espagne \| Team Sky \| + 14 s \| \| 3e \| Miles Scotson \| Australie \| BMC Racing Team \| + 16 s \| \| 4e \| Jos van Emden \| Pays-Bas \| LottoNL-Jumbo \| + 16 s \| \| 5e \| Wilco Kelderman \| Pays-Bas \| Team Sunweb \| + 16 s \| \| 6e \| Brent Bookwalter \| États-Unis \| BMC Racing Team \| + 17 s \| \| 7e \| Patrick Bevin \| Nouvelle-Zélande \| BMC Racing Team \| + 23 s \| \| 8e \| Alejandro Valverde \| Espagne \| Movistar Team \| + 24 s \| \| 9e \| Tom Dumoulin \| Pays-Bas \| Team Sunweb \| + 31 s \| \| 10e \| Julian Alaphilippe \| France \| Quick-Step Floors \| + 34 s \| |                      |                  |                   |                  |
| |                      |                  |                   |                  |
| |                      |                  |                   |                  |
| Classement général |                      |                  |                   |                  |
| Coureur | Coureur              | Pays             | Équipe            | Temps            |
| 1er | Rohan Dennis         | Australie        | BMC Racing Team   | 11 h 21 min 10 s |
| 2e | Jonathan Castroviejo | Espagne          | Team Sky          | + 14 s           |
| 3e | Miles Scotson        | Australie        | BMC Racing Team   | + 16 s           |
| 4e | Jos van Emden        | Pays-Bas         | LottoNL-Jumbo     | + 16 s           |
| 5e | Wilco Kelderman      | Pays-Bas         | Team Sunweb       | + 16 s           |
| 6e | Brent Bookwalter     | États-Unis       | BMC Racing Team   | + 17 s           |
| 7e | Patrick Bevin        | Nouvelle-Zélande | BMC Racing Team   | + 23 s           |
| 8e | Alejandro Valverde   | Espagne          | Movistar Team     | + 24 s           |
| 9e | Tom Dumoulin         | Pays-Bas         | Team Sunweb       | + 31 s           |
| 10e | Julian Alaphilippe   | France           | Quick-Step Floors | + 34 s           |

### 5eétape
| \| Classement de l'étape \| Classement de l'étape \| Classement de l'étape \| Classement de l'étape \| Classement de l'étape \| \| Coureur \| Coureur \| Pays \| Équipe \| Temps \| \| --------------------- \| --------------------- \| --------------------- \| --------------------- \| --------------------- \| \| 1er \| Alejandro Valverde \| Espagne \| Movistar Team \| 4 h 38 min 47 s \| \| 2e \| Miguel Ángel López \| Colombie \| Astana \| + 0 s \| \| 3e \| Julian Alaphilippe \| France \| Quick-Step Floors \| + 15 s \| \| 4e \| Rafał Majka \| Pologne \| Bora-Hansgrohe \| + 15 s \| \| 5e \| Wilco Kelderman \| Pays-Bas \| Team Sunweb \| + 15 s \| \| 6e \| Davide Formolo \| Italie \| Bora-Hansgrohe \| + 37 s \| \| 7e \| Niklas Eg \| Danemark \| Trek-Segafredo \| + 47 s \| \| 8e \| Diego Ulissi \| Italie \| UAE Team Emirates \| + 55 s \| \| 9e \| Rui Costa \| Portugal \| UAE Team Emirates \| + 55 s \| \| 10e \| Antwan Tolhoek \| Pays-Bas \| LottoNL-Jumbo \| + 55 s \| |                    |          |                   |                 |
| |                    |          |                   |                 |
| |                    |          |                   |                 |
| Classement de l'étape |                    |          |                   |                 |
| Coureur | Coureur            | Pays     | Équipe            | Temps           |
| 1er | Alejandro Valverde | Espagne  | Movistar Team     | 4 h 38 min 47 s |
| 2e | Miguel Ángel López | Colombie | Astana            | + 0 s           |
| 3e | Julian Alaphilippe | France   | Quick-Step Floors | + 15 s          |
| 4e | Rafał Majka        | Pologne  | Bora-Hansgrohe    | + 15 s          |
| 5e | Wilco Kelderman    | Pays-Bas | Team Sunweb       | + 15 s          |
| 6e | Davide Formolo     | Italie   | Bora-Hansgrohe    | + 37 s          |
| 7e | Niklas Eg          | Danemark | Trek-Segafredo    | + 47 s          |
| 8e | Diego Ulissi       | Italie   | UAE Team Emirates | + 55 s          |
| 9e | Rui Costa          | Portugal | UAE Team Emirates | + 55 s          |
| 10e | Antwan Tolhoek     | Pays-Bas | LottoNL-Jumbo     | + 55 s          |

## Classements finals

### Classement général
| \| Classement général \| Classement général \| Classement général \| Classement général \| Classement général \| \| Coureur \| Coureur \| Pays \| Équipe \| Temps \| \| ------------------ \| ------------------ \| ------------------ \| ------------------ \| ------------------ \| \| 1er \| Alejandro Valverde \| Espagne \| Movistar Team \| 16 h 00 min 11 s \| \| 2e \| Wilco Kelderman \| Pays-Bas \| Team Sunweb \| + 17 s \| \| 3e \| Miguel Ángel López \| Colombie \| Astana \| + 29 s \| \| 4e \| Julian Alaphilippe \| France \| Quick-Step Floors \| + 31 s \| \| 5e \| Rafał Majka \| Pologne \| Bora-Hansgrohe \| + 45 s \| \| 6e \| Davide Formolo \| Italie \| Bora-Hansgrohe \| + 1 min 13 s \| \| 7e \| Diego Ulissi \| Italie \| UAE Team Emirates \| + 1 min 18 s \| \| 8e \| Rui Costa \| Portugal \| UAE Team Emirates \| + 1 min 28 s \| \| 9e \| Rohan Dennis \| Australie \| BMC Racing Team \| + 1 min 29 s \| \| 10e \| Emanuel Buchmann \| Allemagne \| Bora-Hansgrohe \| + 1 min 37 s \| |                    |           |                   |                  |
| |                    |           |                   |                  |
| Source : ProCyclingStats |                    |           |                   |                  |
| Classement général |                    |           |                   |                  |
| Coureur | Coureur            | Pays      | Équipe            | Temps            |
| 1er | Alejandro Valverde | Espagne   | Movistar Team     | 16 h 00 min 11 s |
| 2e | Wilco Kelderman    | Pays-Bas  | Team Sunweb       | + 17 s           |
| 3e | Miguel Ángel López | Colombie  | Astana            | + 29 s           |
| 4e | Julian Alaphilippe | France    | Quick-Step Floors | + 31 s           |
| 5e | Rafał Majka        | Pologne   | Bora-Hansgrohe    | + 45 s           |
| 6e | Davide Formolo     | Italie    | Bora-Hansgrohe    | + 1 min 13 s     |
| 7e | Diego Ulissi       | Italie    | UAE Team Emirates | + 1 min 18 s     |
| 8e | Rui Costa          | Portugal  | UAE Team Emirates | + 1 min 28 s     |
| 9e | Rohan Dennis       | Australie | BMC Racing Team   | + 1 min 29 s     |
| 10e | Emanuel Buchmann   | Allemagne | Bora-Hansgrohe    | + 1 min 37 s     |

### Classement par points
| Classement par points | Classement par points | Classement par points | Classement par points | Classement par points |
| Coureur               | Coureur               | Pays                  | Équipe                | Points                |
| --------------------- | --------------------- | --------------------- | --------------------- | --------------------- |
| 1er                   | Elia Viviani          | Italie                | Quick-Step Floors     | 46 pts                |
| 2e                    | Alejandro Valverde    | Espagne               | Movistar Team         | 30 pts                |
| 3e                    | Alexander Kristoff    | Norvège               | UAE Team Emirates     | 27 pts                |
| 4e                    | Caleb Ewan            | Australie             | Mitchelton-Scott      | 26 pts                |
| 5e                    | Phil Bauhaus          | Allemagne             | Team Sunweb           | 25 pts                |
| 6e                    | Nikolay Trusov        | Russie                | Gazprom-RusVelo       | 25 pts                |
| 7e                    | Rudy Barbier          | France                | AG2R La Mondiale      | 24 pts                |
| 8e                    | Pascal Ackermann      | Allemagne             | Bora-Hansgrohe        | 24 pts                |
| 9e                    | Rohan Dennis          | Australie             | BMC Racing Team       | 21 pts                |
| 10e                   | Danny van Poppel      | Pays-Bas              | LottoNL-Jumbo         | 21 pts                |

### Classement des jeunes
| Classement du meilleur jeune | Classement du meilleur jeune | Classement du meilleur jeune | Classement du meilleur jeune | Classement du meilleur jeune |
| Coureur                      | Coureur                      | Pays                         | Équipe                       | Temps                        |
| ---------------------------- | ---------------------------- | ---------------------------- | ---------------------------- | ---------------------------- |
| 1er                          | Miguel Ángel López           | Colombie                     | Astana                       | 16 h 00 min 40 s             |
| 2e                           | Antwan Tolhoek               | Pays-Bas                     | LottoNL-Jumbo                | + 1 min 39 s                 |
| 3e                           | Giulio Ciccone               | Italie                       | Bardiani CSF                 | + 3 min 15 s                 |
| 4e                           | Pascal Eenkhoorn             | Pays-Bas                     | LottoNL-Jumbo                | + 5 min 12 s                 |
| 5e                           | Matej Mohorič                | Slovénie                     | Bahrain-Merida               | + 5 min 13 s                 |
| 6e                           | Niklas Eg                    | Danemark                     | Trek-Segafredo               | + 5 min 15 s                 |
| 7e                           | Michael Gogl                 | Autriche                     | Trek-Segafredo               | + 5 min 32 s                 |
| 8e                           | Enric Mas                    | Espagne                      | Quick-Step Floors            | + 5 min 52 s                 |
| 9e                           | Bjorg Lambrecht              | Belgique                     | Lotto-Soudal                 | + 6 min 17 s                 |
| 10e                          | Scott Davies                 | Royaume-Uni                  | Dimension Data               | + 6 min 51 s                 |

### Classement par équipes
| Classement par équipes | Classement par équipes                   | Classement par équipes | Classement par équipes |
| Équipe                 | Équipe                                   | Pays                   | Temps                  |
| ---------------------- | ---------------------------------------- | ---------------------- | ---------------------- |
| 1re                    | Bora-Hansgrohe                           | Allemagne              | 48 h 04 min 08 s       |
| 2e                     | UAE Team Emirates                        | Émirats arabes unis    | + 53 s                 |
| 3e                     | BMC Racing Team                          | États-Unis             | + 2 min 29 s           |
| 4e                     | Movistar Team                            | Espagne                | + 3 min 51 s           |
| 5e                     | Trek-Segafredo                           | États-Unis             | + 4 min 51 s           |
| 6e                     | EF Education First-Drapac p/b Cannondale | États-Unis             | + 5 min 18 s           |
| 7e                     | AG2R La Mondiale                         | France                 | + 5 min 24 s           |
| 8e                     | Bahrain-Merida                           | Bahreïn                | + 5 min 53 s           |
| 9e                     | Astana                                   | Kazakhstan             | + 7 min 34 s           |
| 10e                    | Team Sunweb                              | Allemagne              | + 8 min 10 s           |

### Classements UCI
La course attribue le même nombre des points pour l'UCI World Tour 2018 (uniquement pour les coureurs membres d'équipes World Tour) et le Classement mondial UCI (pour tous les coureurs).
| Position           | 1er | 2e  | 3e  | 4e  | 5e  | 6e  | 7e | 8e | 9e | 10e | 11e | 12e | 13e | 14e | 15e à 20e | 21e à 30e | 31e à 50e | 51e à 55e | 56e à 60e |
| Classement général | 300 | 250 | 215 | 175 | 120 | 115 | 95 | 75 | 60 | 50  | 40  | 35  | 30  | 25  | 20        | 12        | 5         | 2         | 1         |
| Par étapes         | 40  | 15  | 6   |     |     |     |    |    |    |     |     |     |     |     |           |           |           |           |           |
| Leader             | 6   |     |     |     |     |     |    |    |    |     |     |     |     |     |           |           |           |           |           |

| Rang | Coureur            | Équipe            | Général | Etape | Leader | Total |
| ---- | ------------------ | ----------------- | ------- | ----- | ------ | ----- |
| 1er  | Alejandro Valverde | Movistar          | 300     | 40    |        | 340   |
| 2e   | Wilco Kelderman    | Sunweb            | 250     |       |        | 250   |
| 3e   | Miguel Ángel López | Astana            | 215     | 15    |        | 230   |
| 4e   | Julian Alaphilippe | Quick-Step Floors | 175     | 6     |        | 181   |
| 5e   | Rafał Majka        | Bora-Hansgrohe    | 120     |       |        | 120   |
| 6e   | Davide Formolo     | Bora-Hansgrohe    | 115     |       |        | 115   |
| 7e   | Rohan Dennis       | BMC Racing        | 60      | 40    | 6      | 106   |
| 8e   | Diego Ulissi       | UAE Emirates      | 95      |       |        | 95    |
| 9e   | Rui Costa          | UAE Emirates      | 75      |       |        | 75    |
| 10e  | Elia Viviani       | Quick-Step Floors |         | 40    | 12     | 52    |

#### Classements UCI World Tour à l'issue de la course
À l'issue de ce Tour d'Abou Dabi, Daryl Impey conserve la première place du classement individuel de l'UCI World Tour. Alejandro Valverde, vainqueur de la course, est septième de ce classement. Quick-Step Floors prend la tête du classement par équipes, aux dépens de Mitchelton-Scott.
| Rang | Coureur            | Équipe            | Points |
| ---- | ------------------ | ----------------- | ------ |
| 1er  | Daryl Impey        | Mitchelton-Scott  | 800    |
| 2e   | Richie Porte       | BMC Racing        | 460    |
| 3e   | Dries Devenyns     | Quick-Step Floors | 400    |
| 4e   | Diego Ulissi       | UAE Emirates      | 370    |
| 5e   | Elia Viviani       | Quick-Step Floors | 362    |
| 6e   | Jay McCarthy       | Bora-Hansgrohe    | 340    |
| 7e   | Alejandro Valverde | Movistar          | 340    |
| 8e   | Tom-Jelte Slagter  | Dimension Data    | 340    |
| 9e   | Michael Valgren    | Astana            | 320    |
| 10e  | Wilco Kelderman    | Sunweb            | 250    |

| Rang | Équipe            | Points |
| ---- | ----------------- | ------ |
| 1er  | Quick-Step Floors | 1169   |
| 2e   | Mitchelton-Scott  | 1056   |
| 3e   | Bora-Hansgrohe    | 823    |
| 4e   | BMC Racing        | 787    |
| 5e   | Astana            | 729    |
| 6e   | Sunweb            | 677    |
| 7e   | Sky               | 582    |
| 8e   | UAE Emirates      | 563    |
| 9e   | Dimension Data    | 451    |
| 10e  | Trek-Segafredo    | 406    |

## Évolution des classements
| #                | Vainqueur          | Classement général | Classement par points | Classement des jeunes | Classement par équipes |
| ---------------- | ------------------ | ------------------ | --------------------- | --------------------- | ---------------------- |
| 1                | Alexander Kristoff | Alexander Kristoff | Alexander Kristoff    | Caleb Ewan            | Bardiani CSF           |
| 2                | Elia Viviani       | Elia Viviani       | Elia Viviani          | Danny van Poppel      | Quick-Step Floors      |
| 3                | Phil Bauhaus       | Elia Viviani       | Elia Viviani          | Phil Bauhaus          | Bahrain-Merida         |
| 4                | Rohan Dennis       | Rohan Dennis       | Elia Viviani          | Miles Scotson         | BMC Racing             |
| 5                | Alejandro Valverde | Alejandro Valverde | Elia Viviani          | Miguel Ángel López    | Bora-Hansgrohe         |
| Classement final | Classement final   | Alejandro Valverde | Elia Viviani          | Miguel Ángel López    | Bora-Hansgrohe         |

## Liste des participants
| UAE Emirates UAD    | UAE Emirates UAD                 | UAE Emirates UAD |
| ------------------- | -------------------------------- | ---------------- |
| Num                 | Coureur                          | Pos              |
| 1                   | Rui Costa (POR)                  | 9e               |
| 2                   | Fabio Aru (ITA) (Route)          | 16e              |
| 3                   | Sven Erik Bystrøm (NOR)          | 58e              |
| 4                   | Roberto Ferrari (ITA)            | 130e             |
| 5                   | Alexander Kristoff (NOR) (Route) | 98e              |
| 6                   | Manuele Mori (ITA)               | 59e              |
| 7                   | Diego Ulissi (ITA)               | 8e               |
| Directeur sportif : |                                  |                  |

| AG2R La Mondiale ALM | AG2R La Mondiale ALM   | AG2R La Mondiale ALM |
| -------------------- | ---------------------- | -------------------- |
| Num                  | Coureur                | Pos                  |
| 11                   | Benoît Cosnefroy (FRA) | 107e                 |
| 12                   | Rudy Barbier (FRA)     | 108e                 |
| 13                   | Clément Chevrier (FRA) | 38e                  |
| 14                   | Mathias Frank (SUI)    | 11e                  |
| 15                   | Ben Gastauer (LUX)     | 60e                  |
| 16                   | Alexandre Geniez (FRA) | 24e                  |
| 17                   | Matteo Montaguti (ITA) | 37e                  |
| Directeur sportif :  |                        |                      |

| Astana AST          | Astana AST               | Astana AST |
| ------------------- | ------------------------ | ---------- |
| Num                 | Coureur                  | Pos        |
| 21                  | Miguel Ángel López (COL) | 2e         |
| 22                  | Peio Bilbao (ESP)        | NP-3       |
| 23                  | Dario Cataldo (ITA)      | 82e        |
| 24                  | Jesper Hansen (DEN)      | 30e        |
| 25                  | Riccardo Minali (ITA)    | 128e       |
| 26                  | Davide Villella (ITA)    | 55e        |
| 27                  | Andrey Zeits (KAZ)       | 85e        |
| Directeur sportif : |                          |            |

| Bahrain-Merida TBM  | Bahrain-Merida TBM         | Bahrain-Merida TBM |
| ------------------- | -------------------------- | ------------------ |
| Num                 | Coureur                    | Pos                |
| 31                  | Domenico Pozzovivo (ITA)   | 19e                |
| 32                  | Niccolò Bonifazio (ITA)    | 66e                |
| 33                  | Enrico Gasparotto (ITA)    | 76e                |
| 34                  | Ion Izagirre (ESP)         | 21e                |
| 35                  | Matej Mohorič (SLO)        | 42e                |
| 36                  | Ramūnas Navardauskas (LTU) | 105e               |
| 37                  | Domen Novak (SLO)          | 104e               |
| Directeur sportif : |                            |                    |

| Bardiani CSF BRD    | Bardiani CSF BRD         | Bardiani CSF BRD |
| ------------------- | ------------------------ | ---------------- |
| Num                 | Coureur                  | Pos              |
| 41                  | Andrea Guardini (ITA)    | 112e             |
| 42                  | Vincenzo Albanese (ITA)  | 95e              |
| 43                  | Michael Bresciani (ITA)  | 129e             |
| 44                  | Giulio Ciccone (ITA)     | 14e              |
| 45                  | Mirco Maestri (ITA)      | 97e              |
| 46                  | Marco Maronese (ITA)     | 96e              |
| 47                  | Alessandro Tonelli (ITA) | 75e              |
| Directeur sportif : |                          |                  |

| BMC Racing BMC      | BMC Racing BMC            | BMC Racing BMC |
| ------------------- | ------------------------- | -------------- |
| Num                 | Coureur                   | Pos            |
| 51                  | Rohan Dennis (AUS) (Clm)  | 23e            |
| 52                  | Patrick Bevin (NZL)       | 79e            |
| 53                  | Brent Bookwalter (USA)    | 29e            |
| 54                  | Damiano Caruso (ITA)      | 22e            |
| 55                  | Kilian Frankiny (SUI)     | 80e            |
| 56                  | Joey Rosskopf (USA) (Clm) | 43e            |
| 57                  | Miles Scotson (AUS)       | 122e           |
| Directeur sportif : |                           |                |

| Bora-Hansgrohe BOH  | Bora-Hansgrohe BOH        | Bora-Hansgrohe BOH |
| ------------------- | ------------------------- | ------------------ |
| Num                 | Coureur                   | Pos                |
| 61                  | Rafał Majka (POL)         | 4e                 |
| 62                  | Pascal Ackermann (GER)    | 125e               |
| 63                  | Erik Baška (SVK)          | 126e               |
| 64                  | Emanuel Buchmann (GER)    | 15e                |
| 65                  | Davide Formolo (ITA)      | 6e                 |
| 66                  | Paweł Poljański (POL)     | 48e                |
| 67                  | Juraj Sagan (SVK) (Route) | 72e                |
| Directeur sportif : |                           |                    |

| Gazprom-RusVelo GAZ | Gazprom-RusVelo GAZ    | Gazprom-RusVelo GAZ |
| ------------------- | ---------------------- | ------------------- |
| Num                 | Coureur                | Pos                 |
| 71                  | Sergey Firsanov (RUS)  | 56e                 |
| 72                  | Roman Maikin (RUS)     | 131e                |
| 73                  | Artem Nych (RUS)       | 41e                 |
| 74                  | Alexander Porsev (RUS) | NP-4                |
| 75                  | Evgeny Shalunov (RUS)  | 64e                 |
| 76                  | Nikolay Trusov (RUS)   | 132e                |
| 77                  | Aleksandr Vlasov (RUS) | 65e                 |
| Directeur sportif : |                        |                     |

| Lotto-Soudal LTS    | Lotto-Soudal LTS      | Lotto-Soudal LTS |
| ------------------- | --------------------- | ---------------- |
| Num                 | Coureur               | Pos              |
| 81                  | André Greipel (GER)   | 53e              |
| 82                  | Sander Armée (BEL)    | NP-1             |
| 83                  | Frederik Frison (BEL) | 102e             |
| 84                  | Adam Hansen (AUS)     | 47e              |
| 85                  | Bjorg Lambrecht (BEL) | 13e              |
| 86                  | Rémy Mertz (BEL)      | 67e              |
| 87                  | Marcel Sieberg (GER)  | 69e              |
| Directeur sportif : |                       |                  |

| Mitchelton-Scott MTS | Mitchelton-Scott MTS      | Mitchelton-Scott MTS |
| -------------------- | ------------------------- | -------------------- |
| Num                  | Coureur                   | Pos                  |
| 91                   | Simon Yates (GBR)         | 83e                  |
| 92                   | Caleb Ewan (AUS)          | 78e                  |
| 93                   | Jack Bauer (NZL)          | 46e                  |
| 94                   | Roman Kreuziger (CZE)     | 12e                  |
| 95                   | Luka Mezgec (SLO) (Route) | 77e                  |
| 96                   | Roger Kluge (GER)         | 120e                 |
| 97                   | Svein Tuft (CAN) (Clm)    | 121e                 |
| Directeur sportif :  |                           |                      |

| Movistar MOV        | Movistar MOV             | Movistar MOV |
| ------------------- | ------------------------ | ------------ |
| Num                 | Coureur                  | Pos          |
| 101                 | Alejandro Valverde (ESP) | 1er          |
| 102                 | Daniele Bennati (ITA)    | NP-5         |
| 103                 | Víctor de la Parte (ESP) | 40e          |
| 104                 | Antonio Pedrero (ESP)    | 73e          |
| 105                 | José Joaquín Rojas (ESP) | 39e          |
| 106                 | Jasha Sütterlin (GER)    | 111e         |
| 107                 | Rafael Valls (ESP)       | 17e          |
| Directeur sportif : |                          |              |

| Quick-Step Floors QST | Quick-Step Floors QST    | Quick-Step Floors QST |
| --------------------- | ------------------------ | --------------------- |
| Num                   | Coureur                  | Pos                   |
| 111                   | Julian Alaphilippe (FRA) | 3e                    |
| 112                   | Álvaro Hodeg (COL)       | 94e                   |
| 113                   | James Knox (GBR)         | 49e                   |
| 114                   | Enric Mas (ESP)          | 50e                   |
| 115                   | Michael Mørkøv (DEN)     | 57e                   |
| 116                   | Fabio Sabatini (ITA)     | 88e                   |
| 117                   | Elia Viviani (ITA)       | 84e                   |
| Directeur sportif :   |                          |                       |

| Dimension Data DDD  | Dimension Data DDD           | Dimension Data DDD |
| ------------------- | ---------------------------- | ------------------ |
| Num                 | Coureur                      | Pos                |
| 121                 | Mark Cavendish (GBR)         | AB-1               |
| 122                 | Steve Cummings (GBR) (Route) | 119e               |
| 123                 | Scott Davies (GBR)           | 27e                |
| 124                 | Mekseb Debesay (ERI) (Clm)   | 71e                |
| 125                 | Lachlan Morton (AUS)         | 26e                |
| 126                 | Mark Renshaw (AUS)           | 116e               |
| 127                 | Jacobus Venter (RSA)         | 101e               |
| Directeur sportif : |                              |                    |

| EF Education First-Drapac EFD | EF Education First-Drapac EFD | EF Education First-Drapac EFD |
| ----------------------------- | ----------------------------- | ----------------------------- |
| Num                           | Coureur                       | Pos                           |
| 131                           | Pierre Rolland (FRA)          | 35e                           |
| 132                           | William Clarke (AUS)          | 100e                          |
| 133                           | Lawson Craddock (USA)         | 106e                          |
| 134                           | Kim Magnusson (SWE)           | 70e                           |
| 135                           | Daniel McLay (GBR)            | 127e                          |
| 136                           | Daniel Moreno (ESP)           | 28e                           |
| 137                           | Michael Woods (CAN)           | 18e                           |
| Directeur sportif :           |                               |                               |

| Katusha-Alpecin TKA | Katusha-Alpecin TKA       | Katusha-Alpecin TKA |
| ------------------- | ------------------------- | ------------------- |
| Num                 | Coureur                   | Pos                 |
| 141                 | Marcel Kittel (GER)       | 110e                |
| 142                 | Maxim Belkov (RUS)        | 115e                |
| 143                 | Alex Dowsett (GBR)        | 63e                 |
| 144                 | Marco Haller (AUT)        | 109e                |
| 145                 | Pavel Kochetkov (RUS)     | 33e                 |
| 146                 | Rick Zabel (GER)          | 118e                |
| 147                 | Ilnur Zakarin (RUS) (Clm) | 25e                 |
| Directeur sportif : |                           |                     |

| Lotto NL-Jumbo TLJ  | Lotto NL-Jumbo TLJ     | Lotto NL-Jumbo TLJ |
| ------------------- | ---------------------- | ------------------ |
| Num                 | Coureur                | Pos                |
| 151                 | Jos van Emden (NED)    | 62e                |
| 152                 | Pascal Eenkhoorn (NED) | 44e                |
| 153                 |                        |                    |
| 154                 | Antwan Tolhoek (NED)   | 10e                |
| 155                 | Gijs Van Hoecke (BEL)  | 68e                |
| 156                 | Danny van Poppel (NED) | 113e               |
| 157                 | Robert Wagner (GER)    | 114e               |
| Directeur sportif : |                        |                    |

| Novo Nordisk TNN    | Novo Nordisk TNN         | Novo Nordisk TNN |
| ------------------- | ------------------------ | ---------------- |
| Num                 | Coureur                  | Pos              |
| 161                 | Andrea Peron (ITA)       | 90e              |
| 162                 | Sam Brand (GBR)          | 89e              |
| 163                 | Romain Gioux (FRA)       | 91e              |
| 164                 | Joonas Henttala (FIN)    | 92e              |
| 165                 | David Lozano (ESP)       | 45e              |
| 166                 | Charles Planet (FRA)     | NP-5             |
| 167                 | Rik van IJzendoorn (NED) | 74e              |
| Directeur sportif : |                          |                  |

| Sky SKY             | Sky SKY                          | Sky SKY |
| ------------------- | -------------------------------- | ------- |
| Num                 | Coureur                          | Pos     |
| 171                 | Jonathan Castroviejo (ESP) (Clm) | 20e     |
| 172                 | Leonardo Basso (ITA)             | 93e     |
| 173                 | Kristoffer Halvorsen (NOR)       | 99e     |
| 174                 | Tao Geoghegan Hart (GBR)         | NP-4    |
| 175                 | Sebastián Henao (COL)            | 34e     |
| 176                 | David López García (ESP)         | 81e     |
| 177                 | Luke Rowe (GBR)                  | 87e     |
| Directeur sportif : |                                  |         |

| Sunweb SUN          | Sunweb SUN                | Sunweb SUN |
| ------------------- | ------------------------- | ---------- |
| Num                 | Coureur                   | Pos        |
| 181                 | Tom Dumoulin (NED) (Clm)  | 54e        |
| 182                 | Nikias Arndt (GER)        | 52e        |
| 183                 | Phil Bauhaus (GER)        | 103e       |
| 184                 | Johannes Fröhlinger (GER) | 86e        |
| 185                 | Lennard Hofstede (NED)    | 124e       |
| 186                 | Wilco Kelderman (NED)     | 5e         |
| 187                 | Mike Teunissen (NED)      | 61e        |
| Directeur sportif : |                           |            |

| Trek-Segafredo TFS  | Trek-Segafredo TFS       | Trek-Segafredo TFS |
| ------------------- | ------------------------ | ------------------ |
| Num                 | Coureur                  | Pos                |
| 191                 | Gianluca Brambilla (ITA) | 32e                |
| 192                 | Matthias Brändle (AUT)   | 117e               |
| 193                 | Niklas Eg (DEN)          | 7e                 |
| 194                 | Alex Frame (NZL)         | 123e               |
| 195                 | Michael Gogl (AUT)       | 51e                |
| 196                 | Tsgabu Grmay (ETH) (Clm) | 31e                |
| 197                 | Toms Skujins (LAT)       | 36e                |
| Directeur sportif : |                          |                    |